# Кавлік
Кавлік (англ. Cowlic) — переписна місцевість (CDP) в США, в окрузі Піма штату Аризона. Населення — 105 осіб (2020).

## Географія
Кавлік розташований за координатами 31°48′17″ пн. ш. 111°59′15″ зх. д. / 31.80472° пн. ш. 111.98750° зх. д. (31.804747, -111.987629). За даними Бюро перепису населення США в 2010 році переписна місцевість мала площу 2,07 км², уся площа — суходіл.

## Демографія
Згідно з переписом 2010 року, у переписній місцевості мешкало 135 осіб у 30 домогосподарствах у складі 25 родин. Густота населення становила 65 осіб/км². Було 41 помешкання (20/км²).
Расовий склад населення:
| - 100,0 % — корінних американців |

До двох чи більше рас належало 0,0 %. Частка іспаномовних становила 0,0 % від усіх жителів.
За віковим діапазоном населення розподілялося таким чином: 40,0 % — особи молодші 18 років, 56,3 % — особи у віці 18—64 років, 3,7 % — особи у віці 65 років та старші. Медіана віку мешканця становила 21,8 року. На 100 осіб жіночої статі у переписній місцевості припадало 82,4 чоловіків; на 100 жінок у віці від 18 років та старших — 80,0 чоловіків також старших 18 років.
За межею бідності перебувало 88,9 % осіб, у тому числі 100,0 % дітей у віці до 18 років та 100,0 % осіб у віці 65 років та старших.
Цивільне працевлаштоване населення становило 18 осіб. Основні галузі зайнятості: публічна адміністрація — 55,6 %, сільське господарство, лісництво, риболовля — 44,4 %.